# ماهادرودروکا
ماهادرودروکا (به لاتین: Mahadrodroka) یک منطقهٔ مسکونی در ماداگاسکار است که در بخش انالالاوا واقع شده‌است. ماهادرودروکا ۷٬۰۰۰ نفر جمعیت دارد و ۸۵ متر بالاتر از سطح دریا واقع شده‌است.